# Tiberius Claudius Maximus
Tiberius Claudius Maximus (I/II w n.e.) – żołnierz rzymski. 
Został dowódcą dekurii (ala II Pannoniorum) za to że "pochwycił" ciało Decebala, gdy ten popełni samobójstwo po przegranej wojnie z Rzymianami.
Jego głowę po odcięciu odesłał Trajanowi do Ranisstorum.
Grób Ti. Claudiusa Maximusa odnaleziono w greckiej części Macedonii w roku 1965.